# Son of God Mass
Son of God Mass (magyarul: Isten fia mise) James Whitbourn (Angol zeneszerző) 2000-ben írt zeneműve (miséje).
A misébe kórus, orgona és szopránszaxofon szerepel. A mű híressé vált, számtalan előadást tartottak belőle Amerikában és Európában is.

## Tételei
- Introit
- Kyrie
- Kyrie meditation
- Gloria
- Lava me
- Sanctus & Benedictus
- Pax Domini
- Agnus Dei
- Amen